# اکاترینا الکساندروونا واسیلیوا
اکاترینا الکساندروونا واسیلیوا (روسی: Екатерина Александровна Васильева؛ زادهٔ ۳۰ مه ۱۹۷۶) ورزشکار واترپلو اهل روسیه است.
وی در مسابقات کشوری و بین‌المللی در مجموع برندهٔ ۲ مدال برنز شده‌است.